# 해표지증

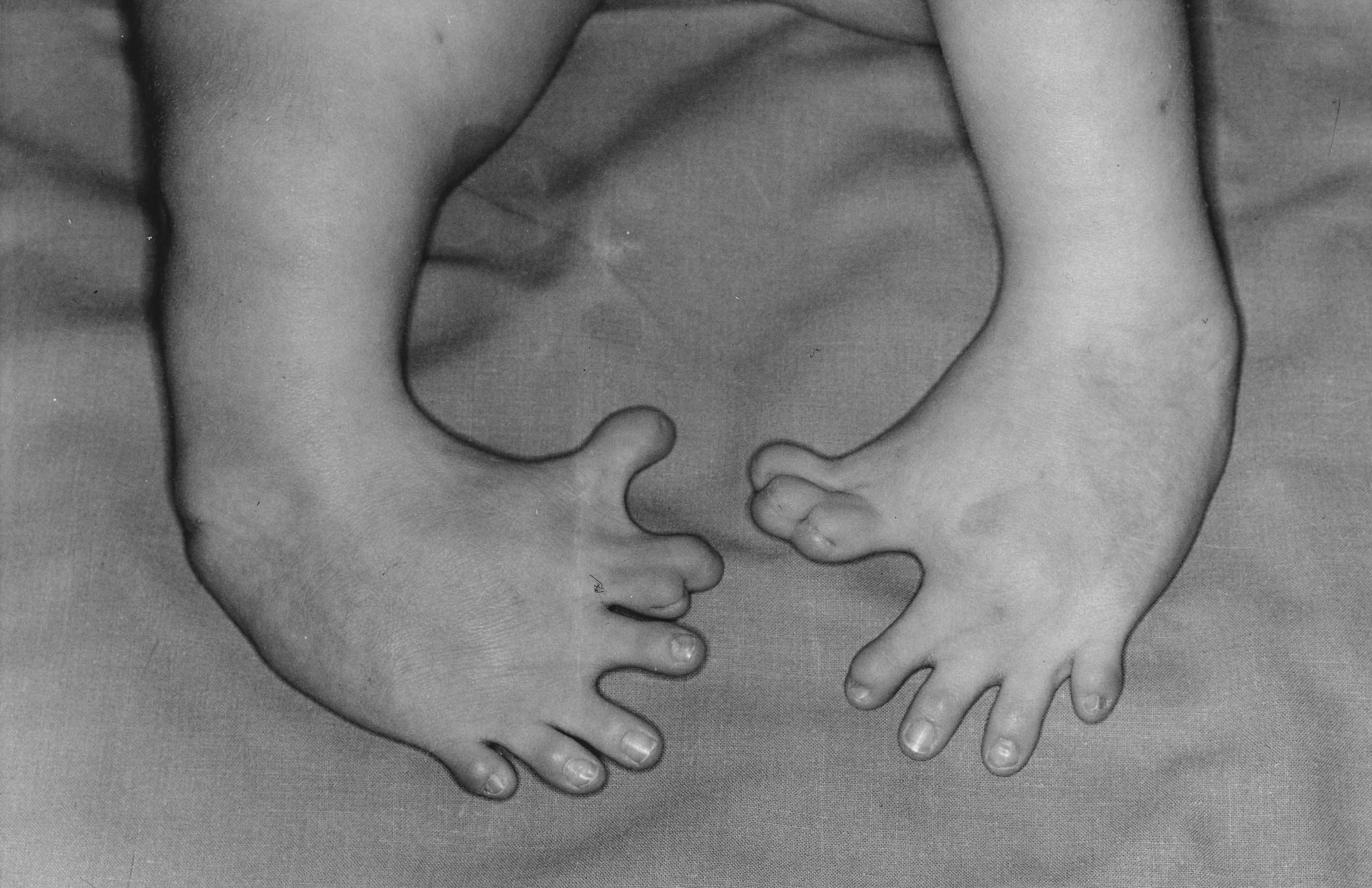

해표지증(海豹肢症, phocomelia), 바다표범손발증은 선천성 질환의 한 가지로, 양쪽 팔 또는 다리가 불완전한 형태를 띠는 선천성 기형을 말한다. 해표지증이라는 용어는 사지의 모양이 바다표범의 다리 모양이 된다는 뜻에서 유래하였다.
1950년대 서독에서 개발되어 임산부의 입덧 치료제로 많이 사용되었던 진정, 최면제 탈리도마이드(Thalidomide)를 임산부가 임신 초기에 복용할 경우 이 증세가 나타나는 것으로 확인되어 유럽에서는 사회 문제가 되기도 하였다.

## 해표지증 유명인
- 레나 마리아
- 앨리슨 래퍼
- 이희아
- 닉 부이치치

## 같이 보기
- 테트라-아멜리아 증후군(Tetra-amelia syndrome)